# Richard Ingemarson

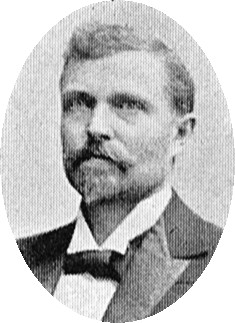
Richard I. Ingemarson.

Richard Ingemar Ingemarson (stavas även Ingemarsson), född 28 februari 1858 i Ekby socken i Skaraborgs län, död 28 december 1930 i Hedvig Eleonora församling i Stockholm, var en svensk civilingenjör och byggmästare.
Han var verksam i hela Sverige.

## Biografi
Efter avslutade skolstudier genomgick Ingemarsson Chalmersska slöjdskolan i Göteborg 1874-1878 med fullständig avgångsexamen. Han anställdes därefter som ingenjör vid bland annat bygget av Södra Dalarnas Järnväg 1879-1880. Han var biträde hos byggmästaren L.E. Pettersson vid uppförandet av Erikstads kyrka 1880. Han praktiserade sedan hos olika byggmästare och godkändes den 22 februari 1893 av Stockholms byggnadsnämnd som byggmästare med rättigheten att uppföra byggnader i Stockholm. 1899 vann han burskap och 1897 invaldes Ingemarson i Odd Fellow Orden (Logen nr 4 John Ericsson). År 1900 inträdde han i Murmestare Embetet (mästare nummer 186). 
Ingemarson gifte sig 1884 med Amanda B. Larsson från Skövde. Han fann sin sista vila på Norra begravningsplatsen där han gravsattes den 4 januari 1931. I samma grav vila hustru Amanda som avled i juli 1945.

### Utförda arbeten (urval)
Ingemarsson uppförde flera kyrkobyggnader, bland dem Sävare kyrka (1884), Ölmevalla kyrka (1885) och Östra Tollstads kyrka (1886). Färeds kyrka restaurerade han 1888 och Lerbäcks kyrka 1890. Han var verksam som byggmästare  Örebro, Jönköping och Skövde. I Stockholm uppförde han fastigheten Beväringen 6, Strandvägen 45 (1883) och fastigheten Boken 6, Gamla Brogatan 34 (1897), Lindansaren 18, Saltmätargatan 7 (1903) där han även uppträdde som byggherre.

### Bilder utförda arbeten (urval)

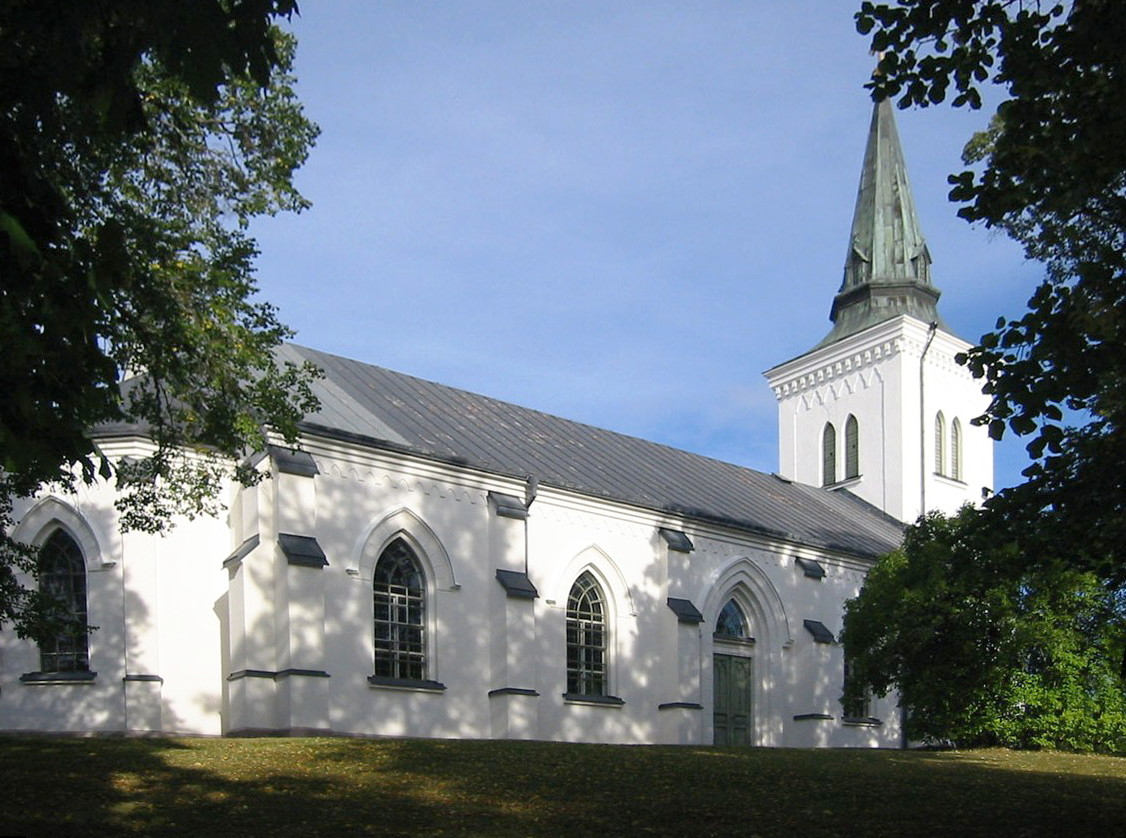
Östra Tollstads kyrka.
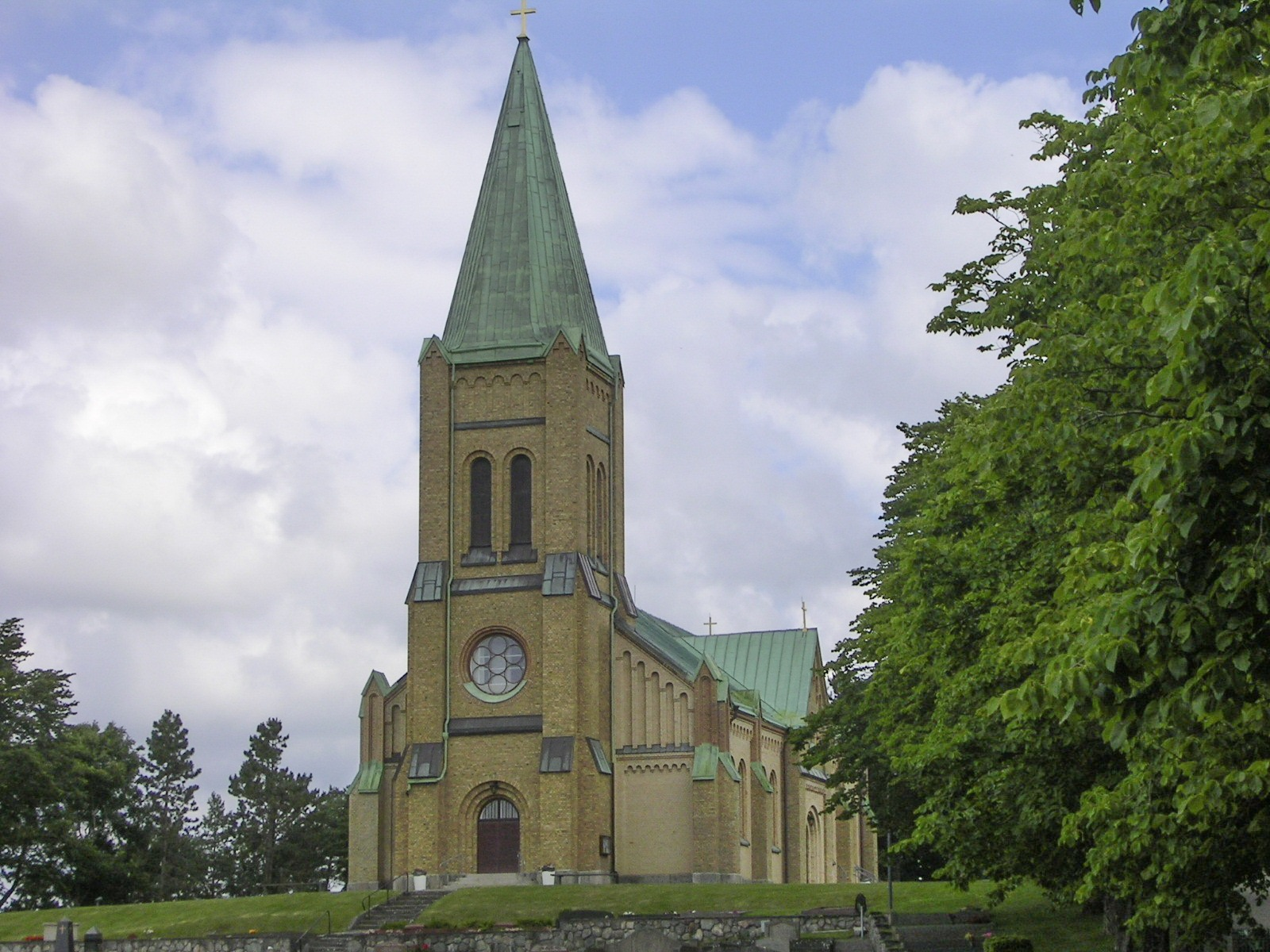
Ölmevalla kyrka.
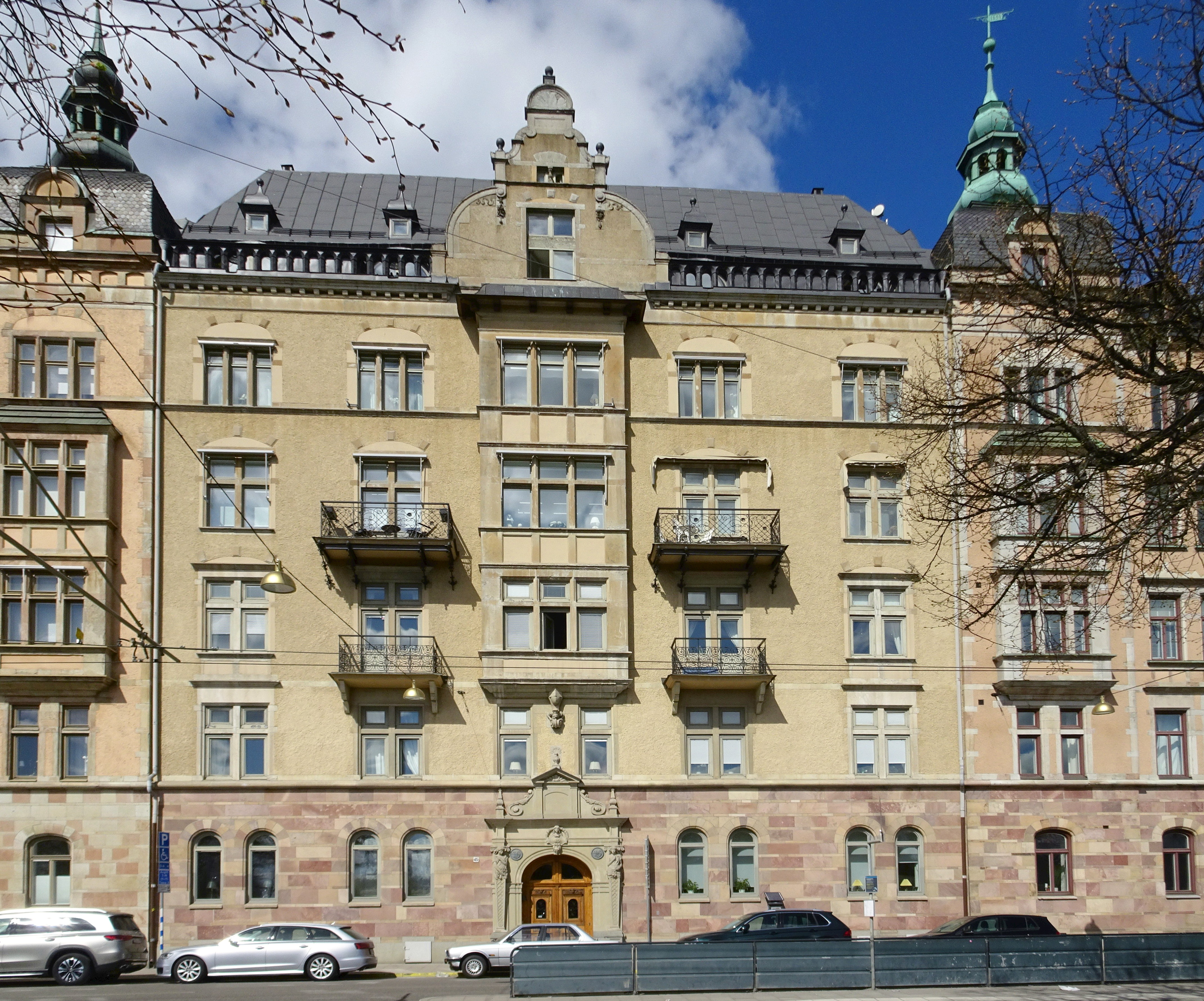
Beväringen 6, Stockholm.
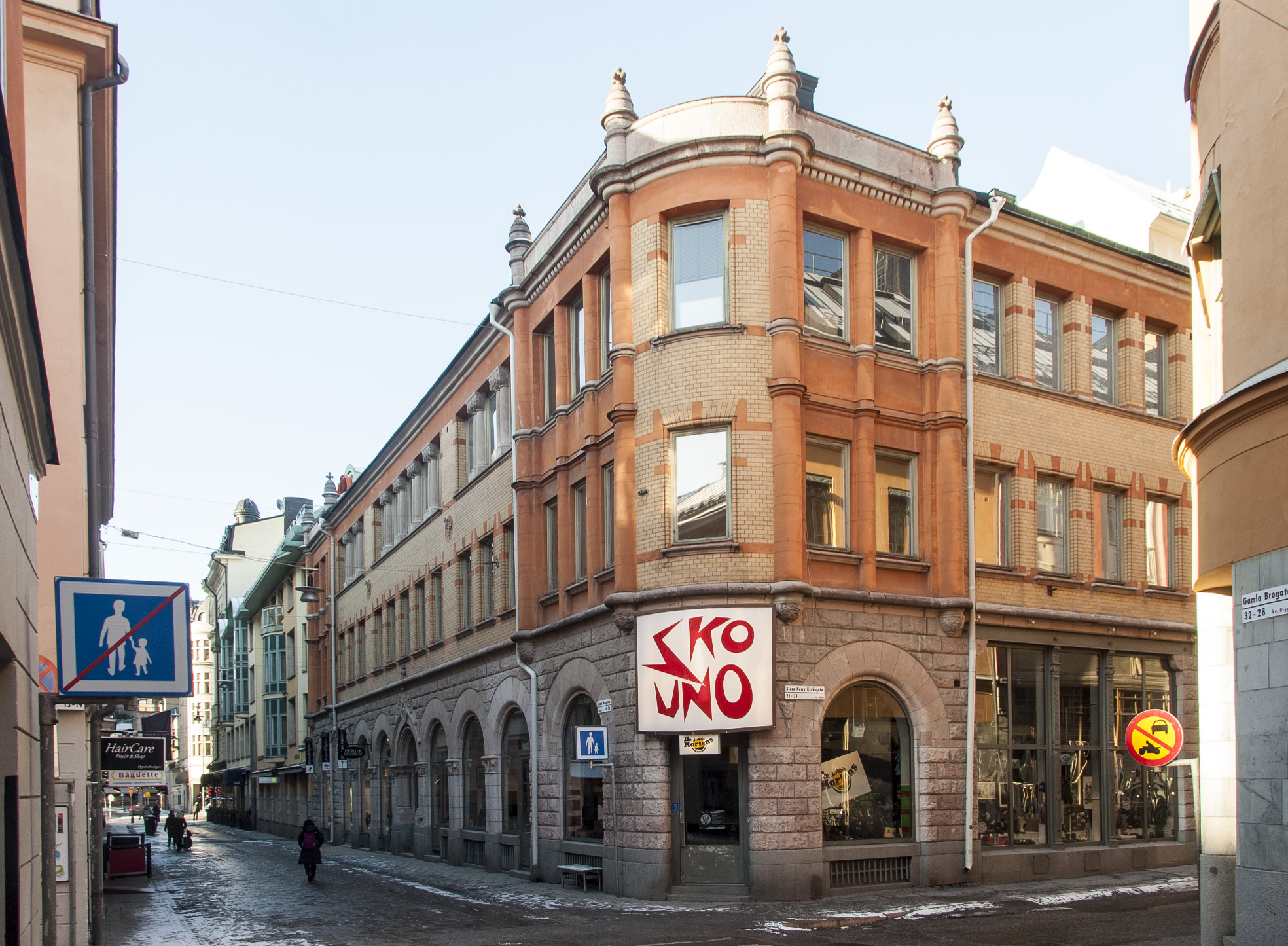
Bocken 6, Stockholm.